# Tsjeka

Op het embleem van de KGB (КГБ) komen ook de letters ВЧК voor

De Tsjeka (Russisch: Всеросси́йская чрезвыча́йная коми́ссия, Vserossíjskaija tsrezvijcháijnaija komíssija) was een bolsjewistische geheime dienst tijdens de Russische Burgeroorlog en de eerste veiligheidsdienst van de Sovjet-Unie. De Tsjeka was de opvolger van het RMCP (het Revolutionaire Militaire Comité van Petrograd) dat functioneerde als de gewapende arm van de dictatuur van het proletariaat. 
Tsjeka is de uitspraak van de letters ЧК, een afkorting voor чрезвычайная комиссия по борьбе с контрреволюцией, спекуляцией и саботажем (tsjrezvytsjajnaja komissija po bor'be s kontrrevoljoetsiej, spekoeljatsiej i sabotazjem), hetgeen "buitengewone commissie ter bestrijding van contrarevolutie, speculatie en sabotage" betekent. Dit waren de plaatselijke afdelingen van de geheime dienst. De overkoepelende organisatie heette ВЧК (всероссийская чк; vserossijskaja tsjeka oftewel Geheel-Russische Tsjeka).
De Tsjeka werd per decreet door Lenin opgericht op 20 december 1917. Als leider van de dienst werd Feliks Dzerzjinski benoemd. De Tsjeka kreeg als taak alle 'contrarevolutionaire elementen' te bestrijden. Later kwam daar ook de bestrijding van speculatie en sabotage bij. De organisatie was buitengewoon bloedig in haar optreden. Het aantal slachtoffers van deze politieke politie liep waarschijnlijk in de honderdduizenden.
De Tsjeka nam als eerste gebouw in Moskou de vanaf dat moment beruchte Loebjanka in gebruik. Dzerzjinski liet zijn Tsjeka vastberaden optreden. Zijn instructies van 31 mei 1918 aan de gevolmachtigden in de steden luidden: "strenge maatregelen te nemen tegen alle arbeiders die, beïnvloed door de socialisten of mensjewieken en sociaal-revolutionairen en andere contrarevolutionaire smeerlappen, hebben gestaakt of gedemonstreerd tegen de Sovjetregering. In elke stad dient een oproep aangeplakt te worden waarin staat dat de Tsjeka elke bandiet, dief, speculant en contrarevolutionair die samenzweert tegen de Sovjetregering ter plekke zal executeren. Neem vastberaden mensen in dienst die weten dat een kogel het doeltreffendste middel is om iemand het zwijgen op te leggen. De ervaring heeft me geleerd dat een klein aantal vastberaden mensen een situatie volledig kan doen omslaan."
Van 8 tot 11 juni 1918 zat Dzerzjinski de eerste Geheel-Russische Conferentie van de Tsjeka's voor, waaraan een honderdtal afgevaardigden van 42 lokale Tsjeka's, die een totaal van tienduizend medewerkers vertegenwoordigden, deelnamen. Aan het eind van deze conferentie werd het ideale organisatieschema aangenomen en het werkterrein werd, reeds voordat de Rode Terreur in september 1918 uitbrak, uitgebreid. Elke Tsjeka moest in de provincie op zo kort mogelijke termijn de volgende departementen oprichten:
1. het departement van informatie met de bureaus Rode Leger, monarchisten, kadetten, rechtse liberalen, sociaal-revolutionaren en mensjewieken, anarchisten, burgerij en geestelijken, vakbonden en arbeiderscomités en buitenlanders;
2. het departement voor strijd tegen de contrarevolutie met dezelfde bureaus als het vorige departement, uitgebreid met bureaus nationale minderheden, alcoholisme, pogroms, openbare orde en rechtszaken;
3. het departement voor strijd tegen speculatie en machtsmisbruik;
4. het departement voor transport, wegen en havens;
5. het operationele departement met de speciale eenheden van de Tsjeka (onder andere ten bate van speciale onderzoeken die meestal leidden tot massa-executies).

In 1921 had de Tsjeka ongeveer 200.000 manschappen. Tsjeka-leden werkten in de concentratiekampen, deden aan voedselinbeslagnames en sloegen opstanden van arbeiders en boeren neer. De Tsjeka strafte ook muiterij in het Rode Leger. Desertie werd gestraft door de executie van de deserteurs of van hun familieleden die gegijzeld waren door de bolsjewieken. De omstandigheden in de concentratiekampen waren slecht, wat leidde tot een hoog dodental. Volgens Tsjeka-leider Martin Latsis stierven mensen in de kampen als vliegen door de kou en voedseltekort. Bewakers gebruikten gearresteerde vrouwen als prostituees in ruil voor zaken waarmee de vrouwen konden overleven.
De methoden van de Tsjeka konden verschillen per regio. De Izvestia van Brjansk vermeldde dat mensen die de belasting niet konden betalen als straf naakt vastgeketend werden in de sneeuw. In Charkov gebruikte de Tsjeka de zogenaamde handschoenentechniek, waarbij ze de handen van hun gevangen onderdompelden in kokend water totdat de verbrande huid eraf kon worden gehaald, waarbij het slachtoffer achterbleef met pijnlijke ontvelde bloedende handen, zodat de martelaar achterbleef met “handschoenen” van mensenhuid. De Tsjeka in Kiev plaatste een kooi met ratten aan het lichaam van een slachtoffer, waarna de kooi werd verhit, zodat de ratten zich een weg baanden door het lichaam om aan de hitte te ontkomen. In Odessa werden mensen aan planken vastgeketend en langzaam in een oven of een tank vol kokend water geschoven. In oblast Voronezj werden slachtoffers naakt in tonnen die beslagen waren met spijkers gezet en van een heuvel af gerold. In Armavir kregen slachtoffers een leren band met een ijzeren bol om het hoofd gewikkeld, die werd aangetrokken zodat hun schedels verbrijzelden. In andere plaatsen werden slachtoffers naakt buiten neergezet in de vrieskou, waarna er emmers met water over de slachtoffers heen werden gegooid, zodat de slachtoffers veranderden  in bevroren “standbeelden”.
De Tsjeka hoefde geen verantwoording af te leggen aan de regering, ministerraad of andere overheidsorganen. De Tsjeka werd bestuurd door het centrale comité van de Russische Communistische Partij en vanaf 1919 door  het Politbureau van de partij. De activiteiten van de Tsjeka leidden tot kritiek van Lev Kamenev en Nikolaj Boecharin, maar alle voorstellen tot afschaffing of hervorming van de Tsjeka werden tegengehouden door Vladimir Lenin, Jozef Stalin en Lev Trotski. In 1922 zijn de archieven van de Tsjeka op bevel van Lenin grotendeels vernietigd.